# Hickam Housing
Hickam Housing è un census-designated place (CDP) degli Stati Uniti d'America, situato nello Stato delle Hawaii, nella contea di Honolulu.
È sede dal 1934 di un aeroporto militare della U.S. Air Force, dal 2010 unito con la base navale di Pearl Harbor per creare la base congiunta Pearl Harbor-Hickam.